# Oligoryzomys victus
Oligoryzomys victus también conocida como rata pigmea de San Vicente o Colilargo de San Vicente es una especie extinta de roedor de la familia Cricetidae, era endémica de la isla de San Vicente en San Vicente y las Granadinas. Solo un espécimen ha sido documentado sobre 1892, actualmente se considera extinto.